# Enzo Garinei
Vincenzo Garinei, detto Enzo (Roma, 4 maggio 1926 – Roma, 25 agosto 2022), è stato un attore e doppiatore italiano.

## Biografia
Fratello del noto commediografo e regista teatrale Pietro Garinei e padre di Andrea Garinei (1966-2016, attore anch'egli), Enzo Garinei è stato un prolifico attore teatrale, televisivo e cinematografico, nonché uno dei principali caratteristi del panorama italiano. Esordisce al cinema nel 1949 in Totò le Mokò e nel corso di quattro decenni partecipa, in ruoli secondari, a numerose commedie musicali e film, rallentando le proprie apparizioni solo a partire dagli anni novanta. Nel teatro leggero ha partecipato a numerosi spettacoli di Garinei e Giovannini.
Nel 1997-1998 ha recitato, a fianco di Delia Scala e Gerry Scotti, nella serie televisiva Io e la mamma. Nel 2008-2009 è stato fra i protagonisti di Facciamo l'amore, a fianco di Gianluca Guidi e Lorenza Mario, e di Aggiungi un posto a tavola, sempre a fianco di Gianluca Guidi e con Marisa Laurito. Nella stagione teatrale 2017-2018 ed ancora nella stagione 2019-2020 è ritornato in tournée con la nuova edizione di Aggiungi un posto a tavola, interpretando dal vivo "la voce di Dio", ottenendo un tributo d'affetto da parte del pubblico.
Fino al 2008 è stato anche, saltuariamente, doppiatore: il personaggio più noto da lui doppiato è probabilmente quello di George Jefferson (interpretato da Sherman Hemsley) della sitcom I Jefferson (1975-1985). Doppiò anche Stan Laurel in alcune comiche e film. Nel luglio 2009 ha vinto il riconoscimento speciale Leggio d'oro.
Muore nella sua casa di Roma il 25 agosto 2022, all'età di 96 anni. I funerali si sono svolti il 27 agosto nella basilica di Santa Maria in Montesanto. Il corpo è stato cremato al Cimitero Flaminio e le ceneri sono custodite dalla famiglia.

## Filmografia

### Cinema

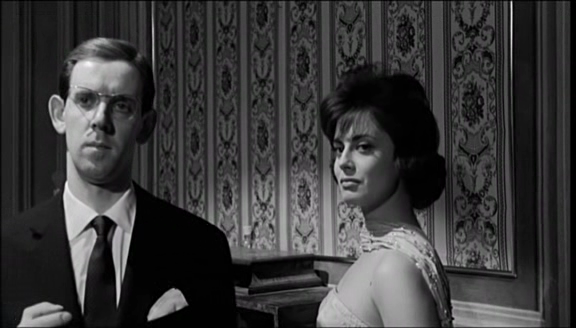
Enzo Garinei con Anna Maria Ferrero in I delfini (1960)

Enzo Garinei in Banana Joe (1982)

- Signorinella, regia di Mario Mattoli (1949)
- Totò le Mokò, regia di Carlo Ludovico Bragaglia (1949)
- Adamo ed Eva, regia di Mario Mattoli (1949)
- I cadetti di Guascogna, regia di Mario Mattoli (1950)
- Il vedovo allegro, regia di Mario Mattoli (1950)
- Le sei mogli di Barbablù, regia di Carlo Ludovico Bragaglia (1950)
- Totò cerca moglie, regia di Carlo Ludovico Bragaglia (1950)
- Arrivano i nostri, regia di Mario Mattoli (1951)
- Totò terzo uomo, regia di Mario Mattoli (1951)
- Accidenti alle tasse!!, regia di Mario Mattoli (1951)
- Cinque poveri in automobile, regia di Mario Mattoli (1952)
- Il più comico spettacolo del mondo, regia di Mario Mattoli (1953)
- Due notti con Cleopatra, regia di Mario Mattoli (1953)
- Totò e Carolina, regia di Mario Monicelli (1953)
- Le signorine dello 04, regia di Gianni Franciolini (1954)
- Il medico dei pazzi, regia di Mario Mattoli (1954)
- Ragazze d'oggi, regia di Luigi Zampa (1955)
- Le diciottenni, regia di Mario Mattoli (1955)
- Totò all'inferno, regia di Camillo Mastrocinque (1955)
- Il coraggio, regia di Domenico Paolella (1955)
- Guardia, ladro e cameriera, regia di Steno (1956)
- Donne sole, regia di Vittorio Sala (1956)
- Serenate per 16 bionde, regia di Marino Girolami (1957)
- Rascel-Fifì, regia di Guido Leoni (1957)
- La ragazza del Palio, regia di Luigi Zampa (1957)
- Malafemmena, regia di Armando Fizzarotti (1957)
- L'ultima violenza, regia di Raffaello Matarazzo (1957)
- La canzone del destino, regia di Marino Girolami (1957)
- Valeria ragazza poco seria, regia di Guido Malatesta (1958)
- Rascel Marine, regia di Guido Leoni (1958)
- Napoli, sole mio!, regia di Giorgio Simonelli (1958)
- Mia nonna poliziotto, regia di Steno (1958)
- Guardia, ladro e cameriera, regia di Steno (1958)
- Domenica è sempre domenica, regia di Camillo Mastrocinque (1959)
- I ragazzi del juke-box, regia di Lucio Fulci (1959)
- Totò, Eva e il pennello proibito, regia di Steno (1959)
- Simpatico mascalzone, regia di Mario Amendola (1959)
- Guardatele ma non toccatele, regia di Mario Mattoli (1959)
- La duchessa di Santa Lucia, regia di Roberto Bianchi Montero (1959)

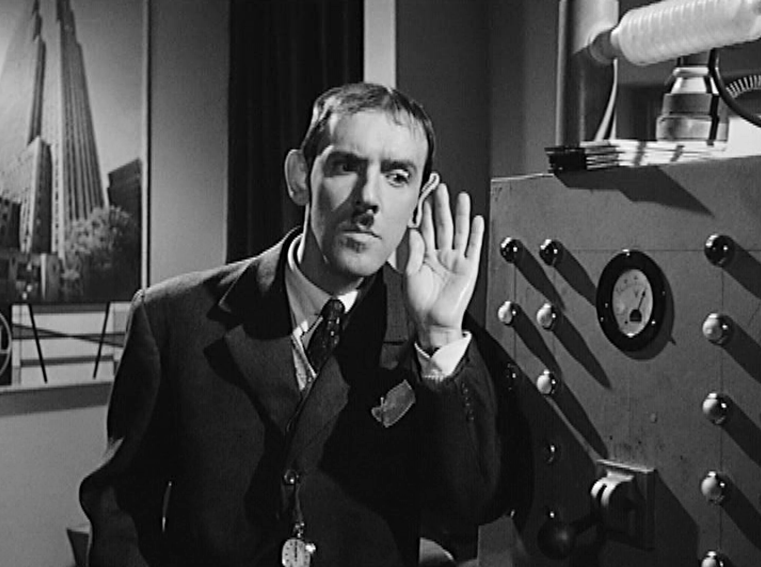
In una scena de Il nemico di mia moglie del 1959

- Il nemico di mia moglie, regia di Gianni Puccini (1959)
- La cento chilometri, regia di Giulio Petroni (1959)
- Il raccomandato di ferro, regia di Marcello Baldi (1959)
- I marziani hanno 12 mani, regia di Castellano e Pipolo (1960)
- A qualcuna piace calvo, regia di Mario Amendola (1960)
- I delfini, regia di Citto Maselli (1960)
- Tu che ne dici?, regia di Silvio Amadio (1960)
- Ferragosto in bikini, regia di Marino Girolami (1960)
- Fontana di Trevi, regia di Carlo Campogalliani (1960)
- Ferragosto in bikini, regia di Marino Girolami (1960)
- Urlatori alla sbarra, regia di Lucio Fulci (1960)
- La ragazza con la valigia, regia di Valerio Zurlini (1961)
- Frenesia dell'estate, regia di Luigi Zampa (1964)
- Cleopazza, regia di Carlo Moscovini (1964)
- Gli amanti latini, regia di Mario Costa (1965)
- Soldati e caporali, regia di Mario Amendola (1965)
- Io uccido, tu uccidi, regia di Gianni Puccini (1965)
- Don Chisciotte e Sancio Panza, regia di Giovani Grimaldi (1968)
- Contestazione generale, regia di Luigi Zampa (1970)
- La prima notte del dottor Danieli, industriale, col complesso del... giocattolo, regia di Giovanni Grimaldi (1970)
- In fondo alla piscina, regia di Eugenio Martín (1971)
- Bisturi - La mafia bianca, regia di Luigi Zampa (1973)
- No. Il caso è felicemente risolto, regia di Vittorio Salerno (1973)
- Fango bollente, regia di Vittorio Salerno (1975)
- La portiera nuda, regia di Luigi Cozzi (1976)
- Oh, Serafina!, regia di Alberto Lattuada (1976)
- Le segrete esperienze di Luca e Fanny, regia di Roberto Girometti e Gérard Loubeau (1980)
- Pierino contro tutti, regia di Marino Girolami (1981)
- Innamorato pazzo, regia di Castellano e Pipolo (1981)
- Porno sogni super bagnati, regia di Caroline Joyce (1981)[6][7]
- La dottoressa di campagna, regia di Mario Bianchi (1981)[6]
- Pierino medico della S.A.U.B., regia di Giuliano Carnimeo (1981)
- Biancaneve & Co., regia di Mario Bianchi (1982)
- Banana Joe, regia di Steno (1982)
- Delitto in Formula Uno, regia di Bruno Corbucci (1984)
- Delitto al Blue Gay, regia di Bruno Corbucci (1984)
- Il ragazzo di campagna, regia di Castellano e Pipolo (1984)
- Roba da ricchi, regia di Sergio Corbucci (1987)
- Rimini Rimini - Un anno dopo, regia di Bruno Corbucci e Giorgio Capitani (1988)
- 100 metri dal paradiso, regia di Raffaele Verzillo (2012)
- Appena un minuto, regia di Francesco Mandelli (2019)
- Il gatto e la luna, regia di Roberto Lippolis (2019)
- Notti in bianco, baci a colazione, regia di Francesco Mandelli (2021)
- Rido perché ti amo (postumo), regia di Paolo Ruffini (2023)

### Televisione
- Più rosa che giallo, regia di Alberto Bonucci – miniserie TV (1962)
- Giufà poliziotto dilettante, sceneggiato di Giuseppe Luongo, regia di Lelio Goletti, trasmesso il 24 maggio 1962.
- Il giornalino di Gian Burrasca, regia di Lina Wertmüller – miniserie TV (1964)
- La storia di Rossella O'Hara in Biblioteca di Studio Uno, regia di Antonello Falqui (1964)
- Scaramouche, regia di Daniele D'Anza – miniserie TV (1965)
- Morte di un vicino, regia di Enrico Colosimo – film TV (1967)
- Stasera Fernandel, regia di Camillo Mastrocinque – miniserie TV, episodio 1x03 (1968)
- Un certo Harry Brent, regia di Leonardo Cortese – miniserie TV (1970)
- K2 + 1, regia di Luciano Emmer – miniserie TV , episodio 1x03 (1971)
- Giandomenico Fracchia - Sogni proibiti di uno di noi, regia di Antonello Falqui – miniserie TV (1975)
- Casa dolce casa – sitcom (1991-1994)
- Io e la mamma – sitcom (1997-1998)
- Non ho l'età, regia di Giulio Base – film TV (2001)
- Non ho l'età 2, regia di Giulio Base – film TV (2002)
- Dottor Clown, regia di Maurizio Nichetti – film TV (2008)
- Don Matteo – serie TV, episodio 9x09 (2014)

## Teatro

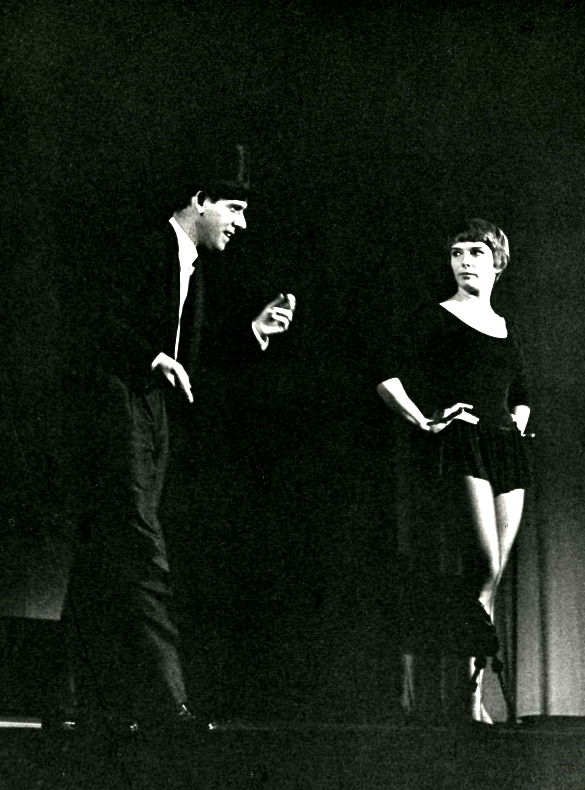
Enzo Garinei e Delia Scala

- Tobia candida spia, regia di Garinei e Giovannini, con Renato Rascel, Luigi Pavese e Alba Arnova (1954)
- La padrona di Raggio di Luna, regia di Garinei e Giovannini, con Andreina Pagnani, Ernesto Calindri e Lauretta Masiero (1955)
- I lunatici, regia di Luca Ronconi (1966)
- Alleluja brava gente, regia di Garinei e Giovannini, con Renato Rascel, Gigi Proietti, Elio Pandolfi, Mariangela Melato, Giuditta Saltarini e Ettore Bruno (1970)
- Cielo mio marito, regia di Garinei e Giovannini, con Gino Bramieri, Marisa Merlini (1972)
- Assurdamente vostri, regia di Garinei e Giovannini, con Sandra Mondaini e Gianni Bonagura (1976)
- Accendiamo la lampada, regia di Pietro Garinei, con Johnny Dorelli, Gloria Guida, Paolo Panelli e Bice Valori (1979)
- Fiore di cactus di Pierre Barillet e Jean Pierre Grédy, regia di Carlo Di Stefano, con Valeria Valeri, Paolo Ferrari, Carla Romanelli (1981)
- Niente sesso, siamo inglesi, regia di Pietro Garinei, con Gianfranco D'Angelo (1990)
- Alleluja brava gente (seconda edizione), regia di Pietro Garinei, con Massimo Ghini, Rodolfo Laganà, Sabrina Ferilli e Chiara Noschese (1994)
- Riuscire a farvi ridere, regia di Pietro Garinei, con Gino Bramieri (1996)
- Un mandarino per Teo (seconda edizione), regia di Gino Landi, con Maurizio Micheli e Aurora Banfi (1998)
- Meno male c'è Maria, regia di Pietro Garinei, con Enrico Montesano (1999)
- Malgrado tutto beati voi, regia di Pietro Garinei, con Enrico Montesano e Chiara Noschese (2001)
- Aggiungi un posto a tavola (quarta edizione), regia di Pietro Garinei, con Giulio Scarpati, Chiara Noschese, Max Giusti e Christy (2002)
- Il testamento del Marchese del Grillo, di Mario Scaletta e Melania Fiore, regia di Gigi Palla (2008)
- Facciamo l'amore, regia di Gianluca Guidi, con Lorenza Mario e Gianluca Guidi (2008)
- Aggiungi un posto a tavola (settima edizione), regia di Gianluca Guidi, con Gianluca Guidi ed Emy Bergamo, Enzo Garinei (voce di Dio) (2017-2022)

## Doppiaggio

### Cinema
- Stan Laurel in Gli allegri eroi, Allegri gemelli, I fanciulli del West, Ciao amici!, Sim salà bim, Maestri di ballo e I Toreador (ridoppiaggi), Il grande botto[8]
- Jacques Herlin in Le voci bianche e Animals
- Raymond Bailey in Un professore fra le nuvole (ridoppiaggio)
- Laurence Naismith in Bobby il cucciolo di Edimburgo[8]
- John Laurie in Il ragazzo rapito[8]
- Joe Riley in L'uomo più forte del mondo[8]
- Claude Rich in Asterix & Obelix - Missione Cleopatra
- Jackie Mason in Due palle in buca
- Patrick Cranshaw in Tutti dicono I Love You
- Ian Abercrombie in Garfield 2
- Michael J. Pollard in Vendetta trasversale
- Pat Buttram in Ritorno al futuro - Parte III
- Gene Saks in Genio per amore
- Carmine Coppola in New York Stories
- Donald Moffat in La fortuna di Cookie
- Dick Miller in Small Soldiers
- L.Q. Jones in Radio America
- Henry Gibson in 2 single a nozze - Wedding Crashers
- João César Monteiro in La commedia di Dio
- Derek Deadman in Harry Potter e la pietra filosofale
- William Duell in Qualcuno volò sul nido del cuculo

### Animazione
- Spugna in Le avventure di Peter Pan (ridoppiaggio) e Ritorno all'Isola che non c'è
- Preston Whitmore in Atlantis - L'impero perduto e Atlantis - Il ritorno di Milo
- Scipione in George re della giungla...? e George re della giungla 2

### Televisione
- Sherman Hemsley in Arcibaldo, I Jefferson, Amen
- Pat Morita in Ohara
- Don Adams in Il supermercato più pazzo del mondo
- Alfonso Urdaneta in Leonela
- Igor Reverón in Marta

### Serie animate
- Eddie Krater in Space Angel
- Frère in Il tulipano nero
- Hell Hell in I Vampiriani - Vampiri vegetariani
- Domino in Le nuove avventure di Lupin III
- Onsen in Lamù

### Videogiochi
- Preston B. Whitmore in Atlantis: L'impero perduto[9]

## Doppiatori italiani
In alcune occasioni è stato doppiato, ad esempio da:
- Giuseppe Rinaldi in Cinque poveri in automobile
- Massimo Turci in Donne sole
- Lauro Gazzolo in I marziani hanno 12 mani
- Riccardo Cucciolla in Soldati e caporali
- Gianfranco Bellini in In fondo alla piscina
- Giulio Platone in Pierino medico della S.A.U.B.

## Riconoscimenti
- Leggio d'oro
  - 2009 – Leggio d'oro "Alberto Sordi"